# Oreopanax ecuadoriensis
Oreopanax ecuadoriensis är en araliaväxtart som beskrevs av Berthold Carl Seemann. Oreopanax ecuadoriensis ingår i släktet Oreopanax och familjen Araliaceae. Inga underarter finns listade.